# Datavisualisering
Datavisualisering er oprettelsen og videnskaben om visuel repræsentation af data, defineret som information som er blevet abstraheret i en slags skematisk form, som indeholder attributter eller variabler for informations-enhederne.

## Oversigt
Hovedmålet med datavisualisering er at formidle information effektivt og klart.
For at gøre dette, må både æstetik og funktionalitet gå hånd i hånd. Dette vil sige at datavisualisering ikke må se kedelig ud for at være funktionel, eller se ekstremt sofistikeret ud for at være æstetisk. Man er derfor nødt til at balancere mellem design og funktion for at formidle information effektivt og klart. En kendt faldgrube er at producere flotte datavisualiseringer som ikke klarer at tjene sit hovedmål – at formidle information.
Fernanda Viegas og Martin M. Wattenberg har antydet at en ideel visualisering ikke kun skal formidle klart, men også stimulere fantasien og opmærksomheden til seere.
Et kendt eksempel på dette er TED-talken til den svenske statistiker Hans Rosling om verdens sundhed. Her bruger han bevægelse, energi og farver i sine visualiseringsværktøj til at fange fantasien og opmærksomheden til millioner af seere over hele verden. Dette er specielt vigtig i vores informationsalder, som ofte føles som en æra af informations overbelastning. De klareste, mest præcise data i verden formidler ingenting, hvis ingen ser på dem.
Dette vil ikke sige at klarhed og nøjagtighed har mistet sin betydning.
Datavisualisering er nært relateret til information visualisering, videnskabelig visualisering og lignende fagområder.

## Visuel repræsentation
Visuelle repræsentationer af data tager sigte på at udnytte menneskets intuitive evne til at genkende struktur og mønstre. Dette kan være vigtig for at få en helhedsoversigt over data, sådan at man kan drage fordele af den. Det bliver for eksempel brugt til at præsentere big data i selskabers søgning efter bedre beslutninger.
Det er flere metoder som kan benyttes til at repræsentere data. Forskellige repræsentationer kan finde helt andre mønstre ved dataene. Selve opgaven med at vælge en passende repræsentation er vanskelig, hvis flere variabler skal præsenteres eller sammenlignes for relationer.
Ifølge Friendly(2008) har datavisualisering hovedsagelig fokus på to forskellige repræsentationer: statistisk grafik og tematisk kartografi. Begge er optaget af den visuelle repræsentationen af kvantitative og kategoriske data, men drevet af forskellige repræsentations mål. Kartografisk visualisering er primært optaget af repræsentation af et geografisk/rumlig domæne, mens statistisk grafik kan benyttes i alle domæner og specielt til at visualisere kvantitative data i statistisk analyse. Det er meget overlapning, men kartografi og statistisk grafik deler fælles mål for visuel repræsentation for udforskning og opdagelse. Disse spænder fra enkel kortlægning af steder (landmasse, elver, terræn), til rumlige fordelinger af geografiske karakteristikker (arter, sygdom, økosystemer), til det store udvalg af grafiske metoder som bruges til at beskrive mønstre, tendenser, og indikationer.